# Aleksandër Meksi
Aleksandër Gabriel Meksi, né le 8 mars 1939, est un homme politique conservateur albanais membre du Parti démocrate. Il a été Premier ministre du 13 avril 1992 au 11 mars 1997. Archéologue de formation, il est la première personne à être devenue chef du gouvernement albanais après la fin du régime communiste.